# 605 هـ
605 هـ هي سنة في التقويم الهجري امتدت مقابلةً في التقويم الميلادي بين سنتي 1208 و1209.

## مواليد
- ابن سهل الأندلسي
- محمد بن أبي بكر البري
- القزويني
- سديد الدين التزمنتي
- أبو عبد الله بن زكريا القزويني

## وفيات
- ابن الزقاق الإشبيلي
- محمد الغزلاني
- ورام بن أبي فراس الحلي
- يعقوب بن إسحاق المحلي
- فخر الدين الرازي